# Richard van Rees

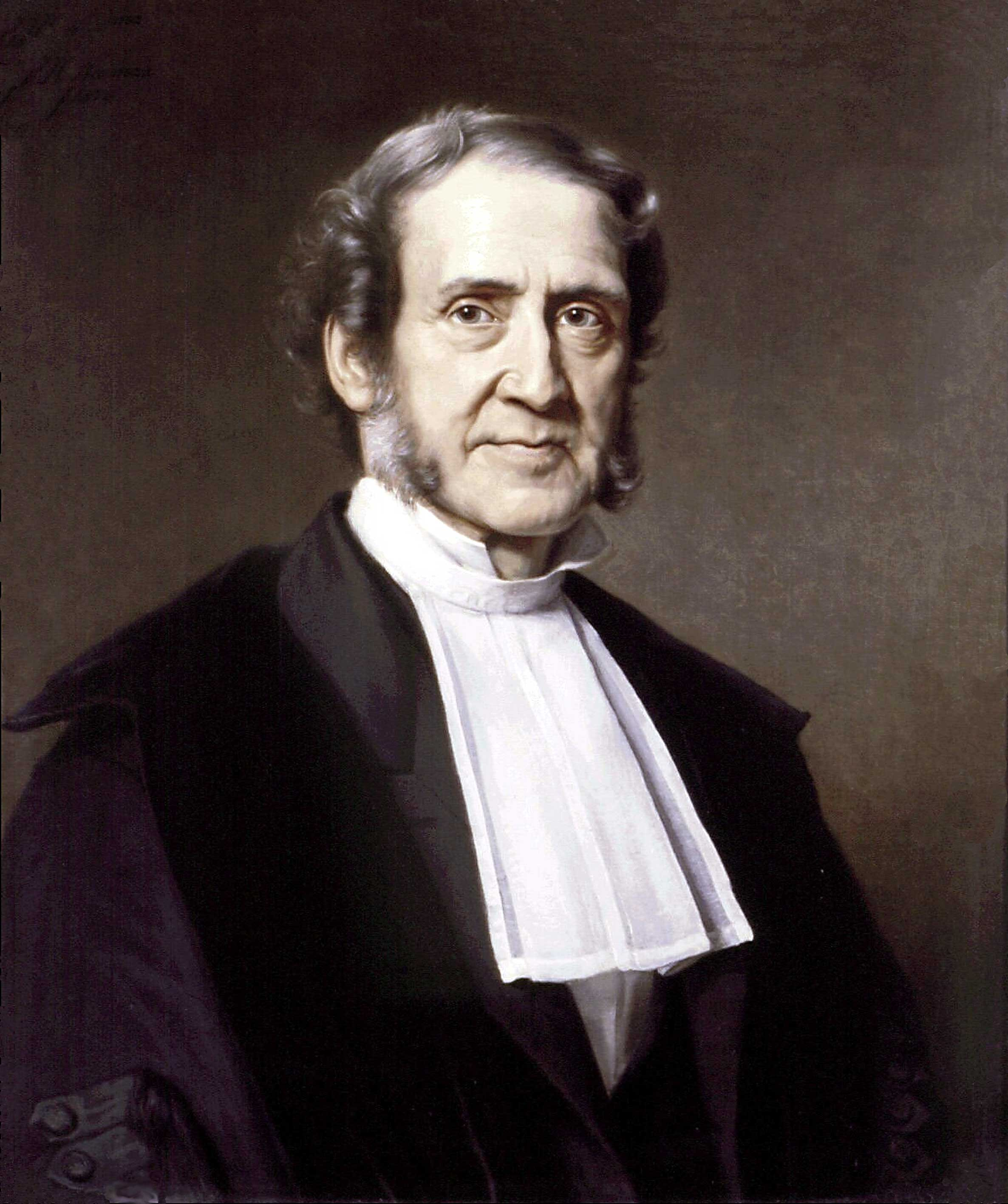
Richard van Rees

Richard van Rees (auch: Rijk van Rees; * 24. Mai 1797 in Nijmegen; † 23. August 1875 in Utrecht) war ein niederländischer Mathematiker und Physiker.

## Leben
Richard war der Sohn des Otto van Rees (* 25. Juni 1758 in Niemegen; † 16. März 1804 ebenda) und dessen Frau Jacoba Hendrika Harlingh (* 1761; † 2. März 1837 in Utrecht). Nachdem sein Vater gestorben war, zog seine Mutter nach Utrecht, wo Richard die französische Schule und 1809 das Gymnasium besuchte. Rees immatrikulierte sich am 1. Oktober 1813 an der Universität Utrecht, um die medizinischen Wissenschaften zu studieren. Durch die Kriegsereignisse wurden die Studien jedoch unterbrochen und Rees beteiligte sich 1815 in der Kompanie der freiwilligen Jäger an den Befreiungskriegen. Danach setzte er seine Studien bei Nicolaas Cornelis de Fremery, Gerard Moll, Johannes Friedrich Ludwig Schröder, Jan Kops, Bernardus Franciscus Suerman und Jan Bleuland fort. Dabei entwickelte er eine Vorliebe für die Mathematik und Physik. Nachdem er 1817 mit einer mathematischen Abhandlung einen Preis gewonnen hatte, promovierte er am 17. Dezember 1819 mit der mathematischen Arbeit De celeritate soni per fluida elastica propagati zum philosophischen Doktor der Naturwissenschaften.
Diese Arbeit hatte ihm auch auswärtige Anerkennung eingebracht, sodass er einen Ruf als außerordentlicher Professor der Mathematik an die Universität Lüttich erhielt. Diese Aufgabe trat er am 4. Oktober 1821 mit der Einführungsrede De veterum recentiorumque in tractanda mathesi ratione et laudibus an. Nachdem er am 14. Juni 1821 die Ehrendoktorwürde der Medizin in Utrecht erhalten hatte, wurde er im August 1825 ordentlicher Professor, welche Aufgabe er mit der Rede Prudenti mechanices rationalis usu in disciplinis technologicis übernahm. Nachdem er 1825/26 Sekretär des Senats der Lütticher Hochschule gewesen war, wurde er 1826/27 Rektor der Hochschule. Er blieb in Lüttich bis zu den Ereignissen der Belgischen Revolution von 1830. Rees erhielt am 6. März 1831 einen Ruf als adjunktierter Professor der Mathematik und Physik und trat die Stelle am 25. März 1831 an. Nachdem sein einstiger Lehrer Moll gestorben war, erhielt er am 25. Februar 1838 die Berufung zum ordentlichen Professor der Fachrichtung. Am 26. März 1838 übernahm er diese Aufgabe.
In Utrecht beteiligte er sich auch an den organisatorischen Aufgaben der Hochschule und war 1838/39 Rektor der Alma Mater. 1839 gab er seine Professur der Astronomie ab. Am 11. Mai 1867 wurde er aus seiner Professur emeritiert. Dennoch hielt er weiter Privatvorlesungen. Rees war Mitglied mehrerer Gelehrtengesellschaften. So wurde er am 11. Oktober 1827 korrespondierendes und am 26. Oktober 1851 Mitglied der Königlich Niederländischen Akademie der Wissenschaften, 1830 Mitglied der Académie royale des Sciences, des Lettres et des Beaux-Arts de Belgique, 1845 Mitglied der Société Royale des Sciences de Liège, 1853 Honorarmitglied der mathematischen Gesellschaft Een onvermoeide Arbeid komt alles te boven in Amsterdam. Zudem war er Mitglied der Provinciaal Utrechts Genootschap van Kunsten en Wetenschappen und der Hollandsche Maatschappij der Wetenschappen in Haarlem. 1841 wurde er Ritter des Ordens vom niederländischen Löwen, 1853 Kommander des Ordens von der Eichenkrone und 1867 Kommander des belgischen Leopoldsorden.

## Familie
Rees war zwei Mal verheiratet. Seine erste Ehe ging er am 27. September 1824 in Gorssel mit Jacoba Ebertina de Casembroot (* 25. August 1805 in Wijk bei Duurstede; † 17. September 1828 in Lüttich) ein, der Tochter des Leonard de Casembrood und der Adriana Johanna van Neukirchen. Aus der Ehe stammt der Sohn Otto van Rees (* 25. Dezember 1825 in Luik; † 16. Mai 1868 in Utrecht), welcher Professor der Rechte in Groningen und Utrecht wurde und mit Johanna Maria Constancia Vreede verheiratet war.
Seine zweite Ehe schloss er am 26. November 1840 in Muiden mit Woltera Elisabeth Koch (* 6. September 1810 in Amsterdam; † 18. November 1841 in Utrecht), der Tochter des Egbertus Johannes Koch und der Susanna Maria Crommelin. Aus dieser Ehe stammt die Tochter Woltera Bertha Johanna van Rees (* 2. November 1841 in Utrecht; † 2. August 1926 ebenda).

## Werke
- Disquisitio de compositione acidi carbonici in vegetatione. 1818 (Annales Acad. 1817–1818).
- Tentamina mathematica de cubatura segmenti ellipsoidis, auctoribus R. C. van Tuyl van Serooskerkcn et R. van Rees. Utrecht 1819
- Dissertatio physico mathematica inauguralis, de celeritate soni per fluida elastica propogati. 17 Dec. 1819.
- Oratio inauguralis de veterum recentiorumque in tractanda ma.thesi ratione et laudibus. 4 Oct 1821 (Ann. Acad. Leodiensis 1820–21.)
- Oratio inauguralis, de prudenti mechanices rationalis usis in disciplinis technologicis. 29 Oct. 1825 (Annales Acad. Leodiensis 1825–1826.)
- Oratio de rerum incertarum probabilitate, quatenus mathematicorum calculus subjicitur. 8 Oct. 1827 (Ann. Acad. Leodiensis 1826–1827.)
- Oratio de Jano Bleulando. Trajecti ad Rhenum 26 Mart. 1839. (Annales Acad. 1838–1839.)

In: Correspondance mathématique et physique, publiée par Garnier et Quetelel (1825–1830).
- Analyse de l’ouvrage de M. le Prof. de Gelder „Proeve over de positieve en negatieve grootheden.“ ’s Gravenhage 1825. I.
- Note sur l’influence du vent dans la propagation du sou. II.
- Note sur l’intégration des equations linéaires. II.
- Sur les limites des racines des equations littérales du troisième degré. Tome V.
- Mémoire sur les focales. Tome VI.
- Sur la convergence des séries et des produits continus. Tome VI.
- Sur l’analyse des fonctions angulaires. Tome VI.

In: nieuwe verhandelingen der 1e klasse van het Kon. Ned. Instituut.
- Over de getijën aan de kusten van Nederland. deel VII (1838).
- Over de verdeeling van het magnetismus in staalmagneten en electromagneten. VII (1846). (Auch in Poggendorffs Annalen der Physik. Band 70)

In tijdschrift: Het Instituut, het Kon. Ned.
- Over de hoeveelheid waterdamp, welke bij de vermenging van twee vochtige luchtmassa’s van ongelijke temperatuur wordt nedergeslagen (1844.)
- Over de electrische eigenschappen der vlammen (1846) (Auch in Poggendorffs Ann. Bd. 73).

In: werken van het Provinciaal Utrechtsch Genootschap
- Uitkomsten der meteorologische waarnemingen gedaan te Utrecht in de jaren 1839—-1843 (jaargang 1844)

In: de Kunst- en Letterbode
- Levensbericht van G. Moll (1838).
- Berigt der ontmoeting van eenen ijsberg in den Atlantischen Oceaan (1841).

In: Johann Christian Poggendorffs Annalen der Physik.
- Zwei Meteorsteinfälle in Holland, ein neuer und ein älterer. (1843) Band 59
- Ueber elektrische Flammenwirkung (1848) Band 74

In: N. Verhandelingen der Ve klasse van het Kon. Ned. Instituut.
- Meteorologische waarnemingen gedaan door J. K. Husskant op drie reizen van en naar Oost-Indiën in 1843-46 (1848) deel 12.
- Over de verdeeling van het magnetismus in magneten (1848) deel 12. (Auch in Poggendorffs Annalen der Physik. Bd. 74).

In: Tijdschrift voor de wis- en natuurkundige wetenschappen, uitgegeven door het Kon. Ned. Instituut.
- Over de electromotorische kracht der galvanische ketens uit één metaal en twee vochten (1851) 4e deel.

In: Verhandelingen van de Koninklijke Akademie van Wetenschappen.
- Over de theorie der magnetische krachtlijnen van Faraday. (1853) 1e Deel. (Auch in Poggendorffs Annalen der Physik Bd. 90)

In: Verslagen en Mededeelingen der Koninklijke Akademie van Wetenschappen.
- Over de verstrooijing van het licht (1855) deel 4.
- Over de zijdelingsche ontlading der electriciteit (1859) deel 9.
- Over de analogie van de theorien der electrostatische influentie des galvanischen strooms en der warmtegeleiding (1863) deel 15.
- Over electrische spanning en potentiaal (1865) deel 1.